# Luftwaffen-Sportverein Hamburg
El Luftwaffen-Sportverein Hamburg fou un club de futbol alemany de la ciutat d'Hamburg.

## Història
Fou un club de curta vida, el més brillant dels clubs militars durant la II Guerra Mundial. Va ser fundat el 8 de desembre de 1942 pel coronel Laicher, comandant de l'artilleria antiaèria que defensava Hamburg. El seu entrenador fou Otto Faist, qui havia portat el Schalke 04 al campionat de 1939. El club ingressà a la Gauliga Hamburg el 1943. Aquest mateix any arribà a la final de la Copa alemanya, essent derrotat pel First Vienna FC per 2 a 3. També dominà la Gauliga la temporada 1943-44, on guanyà 17 partits amb un total de 117 gols a favor i 13 en contra. Aquest any arribà a la final del campionat alemany, essent derrotat pel Dresdner SC per 4 a 0. Això no obstant, amb la proximitat del final de la Guerra, tots els clubs militars foren suspesos el setembre de 1944, quan les forces aliades començaren a avançar sobre Alemanya.